# Nidavellir
Trong thần thoại Bắc Âu, Nidavellir hay Niðavellir (miền đất trăng non), còn được gọi là Myrkheimr, là một thế giới giả thuyết, được cho là nơi ở của người lùn.
Völuspá chỉ đề cập ngắn gọn như sau: "Stóð fyr norðan, á Niðavöllom, salr úr gulli Sindra ættar." (Ở phía bắc là Nidavellir, nơi phủ đầy vàng có dòng dõi Sindri trú ngụ). Ngoài ra thì chẳng còn văn bản, tài liệu nào sót lại đề cập đến nơi này. Sindri hay Eitri là người lùn đã chế tạo cây búa Mjölnir. Cụm từ "dòng dõi Sindri" có thể là kenning ám chỉ toàn thể người lùn, hoặc chỉ đơn thuần là gia đình của anh em Brokkr và Eitri. Vì thế chưa thể xác định Nidavellir có đúng là một thế giới hay chỉ là vùng lãnh địa của một gia tộc danh tiếng. Mặt khác thì cả Gylfaginning lẫn Skáldskaparmál của Edda Văn Xuôi đều khẳng định người lùn sống ở Svartálfaheimr (ngôi nhà của yêu tinh đen tối), cũng như việc hai loài này là một. Vì thế Nidavellir có khả năng là cái tên khác của Svartalfheim.